# Tour de Basse-Saxe juniors
Le Tour de Basse-Saxe juniors (en allemand : Internationale Niedersachsen-Rundfahrt der Radsport-Junioren) est une course cycliste par étapes masculine de catégorie juniors disputée en Basse-Saxe en Allemagne. Créé en 1994, il fait partie de la Coupe du monde UCI Juniors en 2001 puis de 2003 à 2007. Depuis 2008, il est en catégorie 2.1 du calendrier junior de l'Union cycliste internationale et ne fait pas partie de la Coupe des nations, qui a remplacé la Coupe du monde.
Une course pour les professionnels, le Tour de Basse-Saxe, est organisée entre 1977 et 2007.

## Palmarès
| Année | Vainqueur         | Deuxième             | Troisième          |
| ----- | ----------------- | -------------------- | ------------------ |
| 1994  | Daniel Potthaff   | Harry Trumheller     | Thomas Götze       |
| 1995  | Torsten Nitzsche  | Harry Trumheller     | Nico Sijmens       |
| 1996  | Hakan Isacsson    | Goran Jensen         | Kim Kirchen        |
| 1997  | Staf Scheirlinckx | Torsten Hiekmann     | Sandro Güttinger   |
| 1999  | Christophe Kern   | Marcel Sieberg       | Christian Knees    |
| 2000  | Matthieu Boiche   | Lloyd Mondory        | Bernhard Kohl      |
| 2001  | Jordane Chazal    | Thomas Fothen        | Christoph Pleier   |
| 2002  | Heinrich Haussler | Thomas Lövkvist      | Jordane Chazal     |
| 2003  | Carlo Westphal    | Kristoffer Nielsen   | Nico Graf          |
| 2004  | Blel Kadri        | Mathias Belka        | Sebastian Hans     |
| 2005  | Sebastian Hans    | Edvald Boasson Hagen | Cyril Gautier      |
| 2006  | Patrick Nuber     | Matt King            | Niki Ostergard     |
| 2007  | Michael Hümbert   | Andreas Linden       | Harry Kraft        |
| 2008  | Mark Christian    | Samuel Rytter Ravn   | Luke Rowe          |
| 2009  | Lasse Hansen      | Emil Hovmand         | Nikias Arndt       |
| 2010  | Jasha Sütterlin   | Mario Vogt           | Bob Jungels        |
| 2011  | Martijn Degreve   | Ruben Zepuntke       | Richard Dijkshoorn |
| 2012  | Piotr Havik       | Mathias Krigbaum     | Arne Egner         |
| 2013  | Mads Rahbek       | Joshua Stritzinger   | Stef Krul          |
| 2014  | Sven Reutter      | Milan Veltmank       | Frederik Poulsen   |
| 2015  | Leo Appelt        | Aaron Verwilst       | Pavel Sivakov      |
| 2016  | Iver Knotten      | Luis Villalobos      | Ruben Apers        |